# Wendy Boorer
Wendy Boorer (geborene Rowan; * 14. November 1931 in St Albans, England; † 7. Januar 2010 in Lincoln, Lincolnshire) war eine britische Sachbuchautorin. Sie war auf Hundeliteratur für Jugendliche und Erwachsene spezialisiert.

## Leben
Boorer war die Tochter von William und Winifred Rowan, geborene Brookson. Ihr Vater war Angestellter. Im März 1953 heiratete sie den Zoologen Michael Boorer. Aus dieser Ehe gingen zwei Söhne und eine Tochter hervor. 
Von 1949 bis 1952 studierte sie am University College of Leicester. 1952 erlangte sie den Bachelor of Arts mit Auszeichnung in Englischer Literatur an der University of London. 
Neben dem Schreiben arbeitete Boorer in der Bücherei-Indexierung, als Luftfahrt-Technikerin, als Lehrerin, als Hundezüchterin und -ausstellerin, als Hunderatgeberin beim Verlag Elsevier Publishing Co. sowie als Marktforscherin und Redakteurin, darunter für die Zeitschriften Avicultural Magazine, Dog’s Life und Animal World.
Boorer war Mitglied in der Avicultural Society, im Bearded Collie Club of Great Britain (wo sie von 1969 bis 1973 Sekretärin war), im Griffon Club sowie im Newfoundland Club.

## Schriften (Auswahl)
- World of Dogs, Hamlyn, 1969.
- Dogs, Hamlyn, 1970, (2. Auflage als Dogs: Selection, Care, Training, Grosset, 1971).
- Dog Care, Hamlyn, 1970.
- Introducing Puppies, Hamlyn, 1970.
- The Book of the Dog, Hamlyn, 1970.
- mit Cecil Wimhurst, Barbara Woodhouse, Margaret Sheldon: The Treasury of Dogs, Octopus, 1972.
- mit John Holmes, Margaret Osborne: The Love of Dogs, Octopus, 1974 (deutsch: Hunde in Farbe, Übersetzung von Inge Dreecken und Walter Schneider, Südwest Verlag, 1975).
- The All Colour Book of Dogs, Octopus, 1975.
- In Search of Dogs, Excalibur Books, 1976.
- mit Douglas James (Hrsg.): Dogs and Puppies, Octopus, 1977.
- Book on Dogs, St. Michael, 1979.
- The Beauty of Dogs, Treasury Prss, 1979.
- Domino Guide to Dogs (Jugendbuch), Fontana, 1979.
- mit Sean Milne: Know Your Birds (Jugendbuch), Methuen, 1980 (deutsch: Vögel: Ein Führer für junge Tierfreunde, Übersetzung von Angelika Feilhauer, Ravensburger Buchverlag, 1981).
- The Kingfisher Guide to Dogs, Grisewood & Dempsey, 1981 (deutsch: Hunde, Alternativtitel: Hunde erkennen und bestimmen, Übersetzung von Wolfgang Rhiel, Delphin-Verlag, München, 1982).
- Dogs: An Exeter Leisure Guide,  Bookthrift Co., 1981
- The Family Library of Dogs, Octopus, 1981
- All about Dogs, Nutmeg Press, 1981
- The Concise Illustrated Book of Dogs, Smithmark, 1991